# 키린지
키린지(キリンジ)는 호리고메 다카키(일본어: 堀込 高樹, 1969년 6월 1일~)와 호리고메 야스유키(일본어: 堀込 泰行, 1972년 5월 2일~) 형제가 결성한 일본의 밴드이다.

## 멤버

### 호리고메 야스유키
리드보컬, 기타, 코러스. 호리고메 타카키의 동생으로 거의 반 정도의 작사작곡을 담당했다. 일본 술 Hoppy를 좋아한다. 2005년 6월부터는 솔로 프로젝트 《馬の骨》의 활동도 개시했다. 아시아 대학교 국제 관계 학부를 졸업했다. 2013년 탈퇴하였다.

### 호리고메 다카키
기타, 코러스, 보컬. 호리고메 야스유키의 형으로 거의 반 정도의 작사작곡을 담당한다. 안경이 트레이드 마크인 그는 현재 남코의 게임 음악 제작 담당자로서 근무하고 있다.

### 2013년 이후의 멤버
호리고메 다카키(堀込高樹), 유미키 에리노(弓木英梨乃), 구스노키 히토시(楠均), 지가사키 마나부(千ヶ崎学), 타무라 겐이치(田村玄一), 코토링고(コトリンゴ)

## 앨범

### 싱글
|          | 발매일           | 타이틀                                |
| 인디즈   |                  |                                       |
| 1st      | 1997년 5월 21일  | キリンジ                              |
| 2nd      | 1997년 11월 1일  | 冬のオルカ                            |
| 메이저   |                  |                                       |
| 1st      | 1998년 8월 26일  | 双子座グラフィティ                    |
| 2nd      | 1999년 6월 23일  | 牡牛座ラプソディ                      |
| 3rd      | 2000년 1월 19일  | アルカディア                          |
| 4th      | 2000년 4월 19일  | グッデイ・グッバイ                    |
| 5th      | 2000년 7월 12일  | 君の胸に抱かれたい                    |
| 6th      | 2000년 10월 12일 | エイリアンズ                          |
| 7th      | 2001년 6월 13일  | 雨は毛布のように                      |
| 8th      | 2001년 7월 25일  | Drifter／太陽とヴィーナス             |
| 9th      | 2001년 11월 7일  | ムラサキ☆サンセット                   |
| 10th     | 2002년 11월 7일  | 鋼鉄の馬                              |
| 11th     | 2003년 3월 26일  | スウィートソウル ep                   |
| 12th     | 2003년 8월 6일   | カメレオンガール                      |
| 13th     | 2004년 5월 12일  | YOU AND ME                            |
| 14th     | 2004년 7월 7일   | 十四時過ぎのカゲロウ                  |
| 전달한정 | 2005년 12월 7일  | 影の唄                                |
| 15th     | 2006년 6월 21일  | ロマンティック街道／ブルーバード      |
| 전달한정 | 2006년 9월 27일  | Golden harvest／Lullaby               |
| 전달한정 | 2007년 6월 25일  | 君のことだよ                          |
| 전달한정 | 2007년 7월 25일  | Ladybird                              |
| 전달한정 | 2007년 8월 25일  | ジョナサン                            |
| 전달한정 | 2007년 9월 25일  | 今日も誰かの誕生日                    |
| 전달한정 | 2007년 10월 25일 | タンデム・ラナウェイ                  |
| 전달한정 | 2007년 11월 25일 | グレイハウンド・マン（Acoustic Ver.） |
| 전달한정 | 2007년 12월 25일 | 家路                                  |
| 16th     | 2008년 2월 20일  | 朝焼けは雨のきざし                    |
| 전달한정 | 2009년 8월 5일   | セレーネのセレナーデ                  |

### 오리지널 앨범
|      | 발매일           | 타이틀                               |
| 1st  | 1998년 10월 25일 | Paper Driver's Music                 |
| 2nd  | 1999년 7월 28일  | 47'45"（ヨンジュウナナテンヨンゴー） |
| 3rd  | 2000년 11월 8일  | 3                                    |
| 4th  | 2001년 11월 21일 | Fine                                 |
| 5th  | 2003년 9월 26일  | For Beautiful Human Life             |
| 6th  | 2006년 10월 25일 | DODECAGON                            |
| 7th  | 2008년 3월 19일  | 7 -seven-                            |
| 8th  | 2010년 9월 1일   | BUOYANCY                             |
| 9th  | 2012년 11월 7일  | super view                           |
| 10th | 2013년 3월 27일  | Ten                                  |
| 11st | 2014년 8월 6일   | 11                                   |